# Стабовий Георгій Михайлович
Стабови́й Георгій (Юрій) Михайлович (*2 квітня 1894, Козелець — †10 липня 1968) — радянський український кінорежисер і драматург. Режисер ряду фільмів, зокрема «Два дні» (1927), автор сценарію кінострічки «Укразія».

## Біографія
Народився 2 квітня 1894 р. в м. Козелець на Чернігівщині в родині військового. За сімейною традицією отримав військову освіту (кадетський корпус, училище) і в 1913 році став офіцером імператорської російської армії. Та військова кар'єра його не вабила — добре освічений, він кохався в літературі, театрі, живопису.
Коли почалась Перша світова війна, молодий офіцер пішов на фронт. Георгію пощастило — він повернувся з війни, і, як напише згодом: «зі старими ілюзіями було покінчено назавжди».
У часи УНР його доля невідома. Але з 1919 року по 1923-й він примушений воювати в більшовицькій Червоні армії. Після демобілізації займається улюбленою справою — театром, пише п'єси, які йдуть в Одесі та в Києві. Водночас його захоплює ідея пошуку кіномови.

### Творчість
Оскільки Стабовий вже був автором кількох п'єс, мав літературний смак, його залучив до роботи на Одеській кінофабриці директор Павло Федорович Нечес. Там вже працювали досвідчені режисери Володимир Гардін, Петро Чардинін, Аксель Лундін, короткий час знімав Лесь Курбас, і ціла плеяда акторів, зокрема А. Бучма. Стабовий швидко посів своє місце в кіносередовищі.
В ті часи розквітав пригодницький жанр. «Ось тоді і зародилася думка, — згадував Стабовий, — створити свій „бойовик“, на своєму матеріалі… пройнятий героїзмом народного подвигу». Так з'явився сценарій «Укразія» Стабового й Борисова, за яким у 1925 р. зняв двосерійний фільм П. Чардинін (оператор Борис Завелєв). Цей перший пригодницький фільм мав успіх не тільки в Україні, а й за кордоном, його було представлено на Міжнародній виставці в Парижі.
Керівництво ВУФКУ хотіло закріпити цей успіх і доручило Стабовому написати разом з Я. Лівшицем (колишнім співробітником ЧК) сценарій, як і попередній, за архівними матеріалами років громадянської війни в Україні — «Пілсудський купив Петлюру» («П.К.П.»). Режисером призначили Акселя Лундіна, та через хворобу він пішов з картини, тож закінчувати її довелося Стабовому. З об'єктивних причин «бойовика» з неї не вийшло, вийшла пересічна драма.
Наступний фільм — «Свіжий вітер» за сценарієм Мойсея Заца і С. Резнікова, драма з гострим конфліктом — перемогою колективу рибалок над багатіями-здирниками. Так сталося, що «Свіжий вітер» виявився дебютом в кіно всіх його творців: сценаристів, режисера, оператора і майже всіх акторів", — згадував Стабовий.
У групу прийшов молодий режисер Олексій Швачко, згодом молодий режисер Стабовий знайомиться з молодим оператором Данилом Демуцьким, з яким виявилась спільність творчих устремлінь і смаків, що сприяло народженню сердечної багатолітньої дружби. Разом з Демуцьким було знято ще такі фільми, як «Людина з лісу» (сценарій К. Кошевського) і найулюбленіша картина режисера — «Два дні» за сценарієм Соломона Лазуріна (1927).
У свою улюблену роботу «Два дні» — драму зі справжніми людськими пристрастями, з талановитим актором Іваном Замичковським, з винахідливою операторською роботою Д.Демуцького, він вклав всю зрілість режисерської думки та глибоке знання людської душі. Невипадково професор І. Корнієнко відніс драму «Два дні», як і «Нічний візник» Георгій Тасіна, до найкращих надбань українського кіно 20-х років. «Два дні» мали великий успіх у нас і за кордоном. Його порівнювали з відомою німецькою стрічкою «Остання людина» Ф. В. Мурнау.
Кінець 20-х років був початком важкого періоду в житті українського кіно. Раппівські настанови ускладнювали його рух уперед. Г. М. Стабовий з 1930 по 1934 роки фактично не міг працювати. Поставив лише кілька незначних «сіреньких агітпропфільмів» («Весняний базар», «Перша українська олімпіада» та ін.) і пішов з «Українфільму», врятувавшись, щоправда, від арешту НКВД.
Його запросили до Таджикистану постановником одного фільму. Однак за рік сценарій так і не з'явився. Тоді Стабовий поїхав до Москви, обравши нову творчу стежину — драматургію, театр. Написав кілька п'єс. Одна з них — «Колеги» за романом В.Аксьонова кілька років з успіхом йшла на сцені театру, інша — постановка «Кам'яне гніздо» за однойменним твором Г. Вуолійокі.
У своїх спогадах, написаних у 1960 році, Георгій Михайлович зазначав: «… Як і колись, я уважно стежу за всім, що відбувається на тому фронті, де я сам колись був стійким, вірним і чесним бійцем. Моє серце, як і раніше, належить моїй рідній українській кінематографії — часу моєї молодості, часу великих надій, радісних перемог і гірких поразок, часу спільної праці і дружби з чудовими людьми моєї Батьківщини, які щедро ділили зі мною тепло своїх сердець».
У творчих групах Стабового проходили свої «університети» майбутні кінематографісти — режисери О. Швачко, Є. Григорович, М. Маєвська, художниця Майя Симашкевич, оператор Костянтин Куляєв. У його фільмах знімалися майбутні Довженкові «зірки» — Петро Масоха, Степан Шагайда, Микола Надемський, комедійний актор Дмитро Капка.
Уважно стежив Стабовий за роботою Олександр Довженка, якого дуже цінував, незважаючи на відмінність їхніх творчих манер; цікавився картинами Ігоря Савченка, роботою дорогого йому Д. Демуцького, особливо у фільмі «Тарас Шевченко». Коли О. Швачко разом з А. Бучмою поставили фільм «Земля» за твором Ольги Кобилянської, Стабовий надіслав йому вітальну телеграму, де поздоровив старого друга з хорошим фільмом.
Фільми Стабового були віддзеркаленням свого часу з його гострими конфліктами, але в них завжди перемагало нове, світле, спрямоване в майбутнє.
Помер Георгій Стабовий 10 липня 1968 року.

## Роботи

### Автор сценаріїв:
- «Руки геть від Китаю»
- «Вендетта» (1924, фільм не зберігся)
- «Укразія» (у співавторстві з М. Борисовим, 1925)
- «П.К.П.» («Пілсудський купив Петлюру», з А. Лундіним, 1926).

### Режисер

#### фільмів:
- «Свіжий вітер» (1926, фільм не зберігся)
- «П.К.П.» («Пілсудський купив Петлюру», з Акселем Лундіним, 1926).
- «Два дні» (1927)
- «Людина з лісу» (1928)
- «Перлина Семіраміди» (1929)
- «Експонат з паноптикуму» (1929)
- «Крокувати заважають» (1930)

#### кінохронік:
- «25 тисяч» (1930)
- «Перша українська олімпіада» (1931)
- «Весняний базар» (1931)

### Автор п'єс:
- «Душа Сходу»,
- «Вир» (1926) та ін.